# Jakow Zeldowicz
Jakow Borisowicz Zeldowicz (ros. Я́ков Борисович Зельдович; ur. 23 lutego?/8 marca 1914 w Mińsku, zm. 2 grudnia 1987 w Moskwie) – radziecki fizyk. Odegrał znaczącą rolę w rozwoju radzieckiej broni jądrowej i dokonał znaczącego wkładu w takich dziedzinach nauki, jak fizyka jądrowa, fizyka cząstek elementarnych, astrofizyka, kosmologia i ogólna teoria względności. Autor wydanej również w Polsce książki Matematyka wyższa dla początkujących. Zastosowania w fizyce, przystępnego kursu rachunku różniczkowego i całkowego wydanego przez Wydawnictwa Naukowo-Techniczne w 1976 roku.

## Młodość i edukacja
Urodził się w rodzinie żydowskiej w Mińsku (dziś Białoruś). Cztery miesiące później jego rodzina przeniosła się do Petersburga. Pozostali w mieście (w latach 1924–1991 znanym jako Leningrad) do sierpnia 1941, kiedy razem z instytutem, w którym Zeldowicz pracował, zostali ewakuowaniu do Kazania, aby uniknąć działań wojennych. Pozostali w Kazaniu do lata 1943, kiedy to Zeldowicz przeniósł się do Moskwy.
W maju 1931, mając 17 lat, Zeldowicz został asystentem laboratoryjnym w Instytucie Fizyki Chemicznej Rosyjskiej Akademii Nauk. Był związany z tym instytutem do końca życia. W 1936 obronił pracę poświęconą adsorpcji i katalizie na powierzchniach niejednorodnych, uzyskując stopień naukowy kandydata nauk (odpowiadający polskiemu stopniowi naukowemu doktora). Najważniejszym aspektem pracy było badanie klasycznej izotermy adsorpcji. Zeldowicz opracował teoretyczne podstawy tego zagadnienia. W 1939 otrzymał stopień doktora nauk (fizyki i matematyki) po obronie dysertacji dotyczącej utleniania azotu. Zeldowicz odkrył jego mechanizm, znany w chemii fizycznej jako mechanizm Zeldowicza.

## Radziecki program jądrowy
W latach 1937–1948 pracował nad teorią zapłonu, spalania i detonacji. Od 1939 wraz z Julijem Charitonem uzyskał znaczące wyniki w teorii jądrowych reakcji łańcuchowych. W 1943 rozpoczął udział w radzieckim projekcie jądrowym, pracując z Igorem Kurczatowem. Kontynuował prace nad bronią jądrową do października 1963 roku.

## Wkład w fizykę cząstek elementarnych i fizykę jądrową
W 1952 rozpoczął prace w dziedzinie cząstek elementarnych i ich przemian. Przewidział rozpad beta pionu. Wraz z S. Gershteinem zauważył analogię między oddziaływaniem słabym i elektromagnetycznym, w 1960 przewidział fuzję dt katalizowaną mionami. W 1977 Zeldowicz wraz z Fiodorem Szapiro otrzymał Medal Kurczatowa, najwyższe wyróżnienie w fizyce jądrowej w ZSRR. Uzasadnienie brzmiało „za przewidywania własności ultrazimnych neutronów, ich detekcję i badania”. Został wybrany na członka Radzieckiej Akademii Nauk 20 czerwca 1958. Był kierownikiem działu w Instytucie Matematyki Stosowanej Radzieckiej Akademii Nauk od 1965 do 1983 roku.

## Badania w dziedzinie astrofizyki i kosmologii

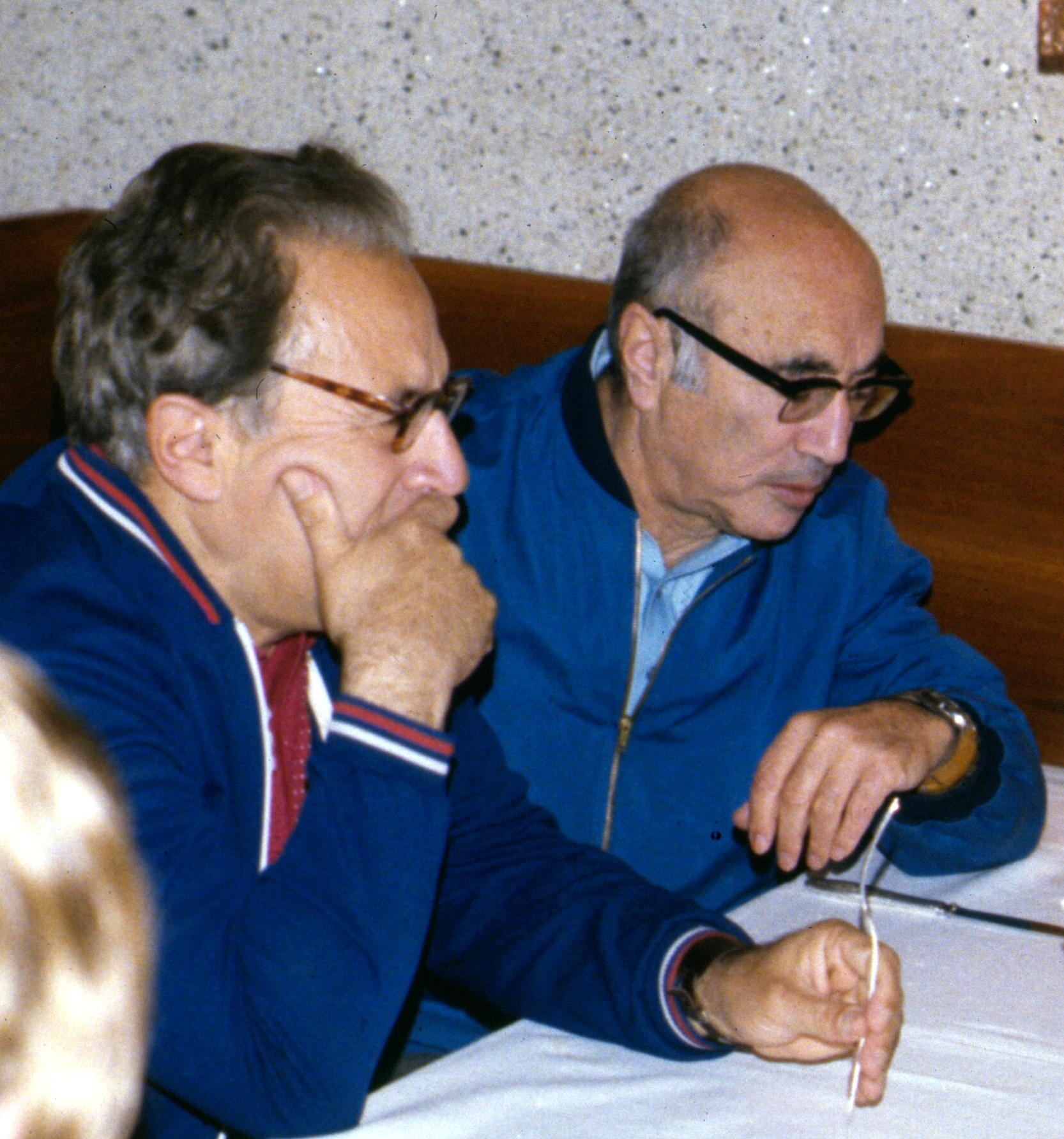
Zeldowicz (po prawej) z astrofizykiem Iosifem Szkłowskim w 1977

We wczesnych latach sześćdziesiątych zaczął prace dotyczące astrofizyki i kosmologii. W 1964, niezależnie od Edwina Salpetera, jako pierwszy zasugerował, że dyski akrecyjne wokół masywnych czarnych dziur są odpowiedzialne za emisje ogromnych ilości energii przez kwazary. Od 1965 profesor w Departamencie Fizyki Uniwersytetu Moskiewskiego i kierownik działu ogólnej teorii względności astrofizyki w Instytucie Astronomicznym Sternberga.
Zeldowicz pracował nad teorią ewolucji gorącego Wszechświata, własnościami kosmicznego promieniowania tła, wielkoskalowymi strukturami Wszechświata i teorią czarnych dziur. Wraz z Raszydem Siuniajewem przewidział, że fotony kosmicznego promieniowania tła powinny ulegać odwrotnemu zjawisku Comptona. Zjawisko to, znane dziś jako efekt Siuniajewa-Zeldowicza, i jego pomiary są obecnie (2005) jednym z największych obserwacyjnych wyzwań kosmologii. Wstępna interpretacja danych uzyskanych z satelity WMAP przez Benjamina Bernsteina potwierdziła tę teorię.

### Termodynamika czarnych dziur
Zeldowicz odegrał kluczową rolę w rozwoju teorii parowania czarnych dziur, gdy podczas wizyty Hawkinga w Moskwie w 1973 roku, wraz z Aleksandrem Starobinskim pokazał, że zgodnie z kwantowomechaniczną zasadą nieoznaczoności, rotująca czarna dziura powinna wytwarzać i emitować cząstki.

## Uznanie wśród naukowców
Igor Kurczatow nazwał Zeldowicza „geniuszem”, zaś Andriej Sacharow - „człowiekiem o uniwersalnych naukowych zainteresowaniach”. Stephen Hawking powiedział do Zeldowicza: „przed poznaniem ciebie myślałem, że jesteś 'autorem zbiorowym', jak Bourbaki„.

## Nagrody i wyróżnienia
- Bruce Medal (1983)
- Złoty Medal Królewskiego Towarzystwa Astronomicznego (1984).
- Medal Kurczatowa (1977)
- Trzykrotny Bohater Pracy Socjalistycznej (29 października 1949, 4 stycznia 1954, 11 września 1956)
- Nagroda Stalinowska (czterokrotnie - 1943, 1949, 1951, 1953)
- Nagroda Leninowska (1957)
- Trzykrotny kawaler Orderu Lenina (29 października 1949, 1962 i 7 marca 1974)
- Dwukrotny kawaler Orderu Czerwonego Sztandaru Pracy (10 czerwca 1945 i 1964)
- Order Rewolucji Październikowej (7 marca 1984)
- planetoida (11438) Zeldovich została nazwana na jego cześć w 2001 roku